# Jesús Carro
Jesús Carro García (Santiago de Compostela, 24 de diciembre de 1884-Santiago de Compostela, 8 de diciembre de 1973) fue un sacerdote, arqueólogo y escritor español.

## Trayectoria

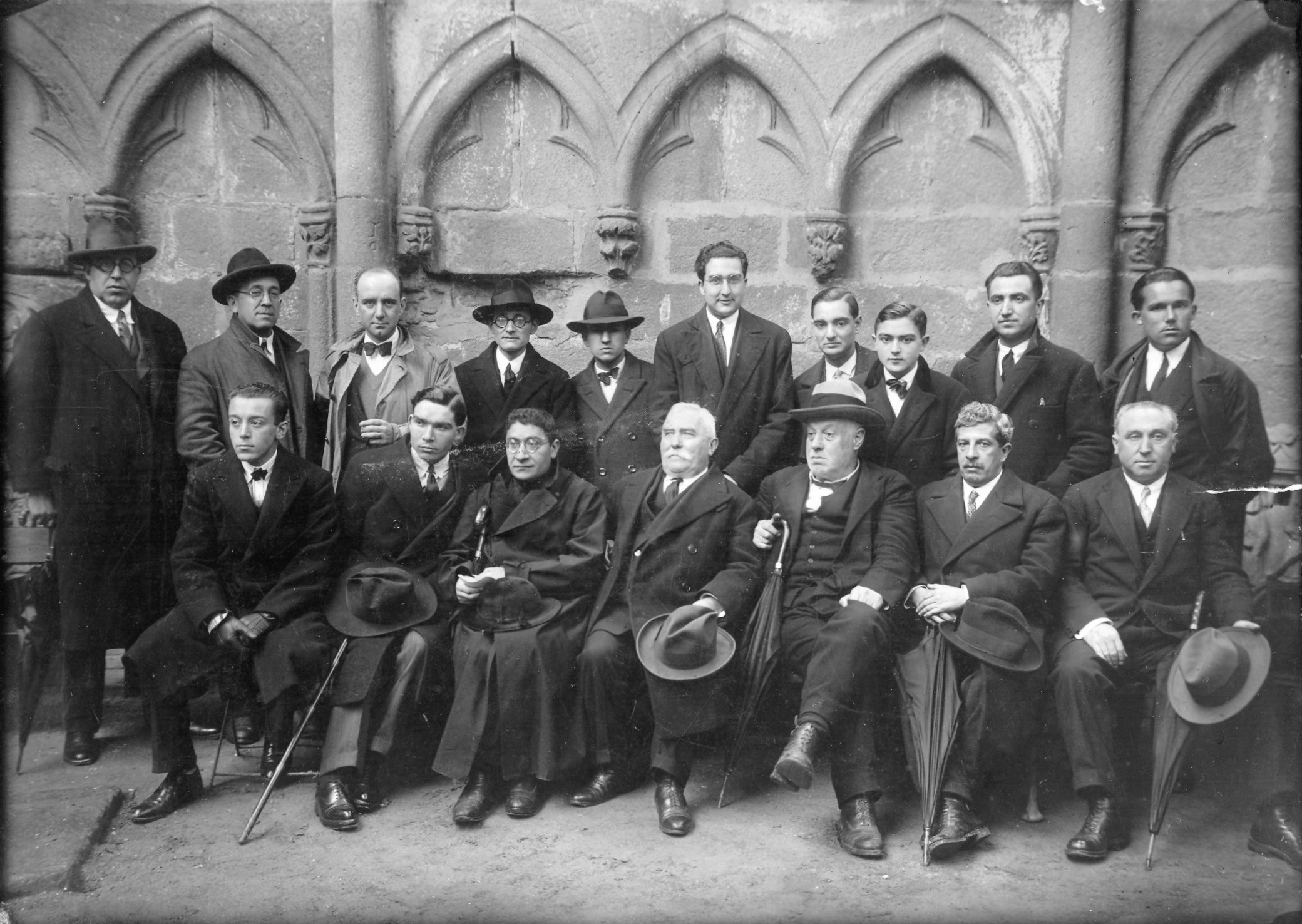
Miembros del SEG en 1928: De izquierda a derecha en la hilera de atrás: Ramón Otero Pedrayo, Antón Losada Diéguez, Florentino López Cuevillas, Vicente Risco, Carballo Calero, Xosé Filgueira Valverde, Sebastián García Paz, Luis Pintos Fonseca, Antón Fraguas, Bibiano Fernández Osorio y Tafall. Sentados: Isidro Parga Pondal, Abelardo Moralejo Laso, Xesús Carro, Salvador Cabeza de León, Joaquín Arias Sanjurjo, Xerardo Álvarez Limeses y Juan Novás Guillán.

Hijo del mayorista compostelano Tomás Carro Carro. Solo ejerció como eclesiástico en algunas parroquias santiaguesas, interesándose desde muy joven por la arqueología. Perteneció al Seminario de Estudios Gallegos y luego al Instituto de Estudios Gallegos Padre Sarmiento.
Ingresó en la Real Academia Gallega el 27 de julio de 1941 y fue correspondiente de la Real Academia de la Historia y de la Real Academia de Bellas Artes de San Fernando. Colaboró en la revista Spes.

## Obras
- Las catedrales gallegas, 1950.
- Estudios jacobeos, 1954.
- A pelengrinaxe ao Xacobe de Galicia, 1965.